# A Escrava
A Escrava é um conto de autoria de Maria Firmina dos Reis, considerada a primeira romancista negra brasileira. Foi publicado originalmente na Revista Maranhense, em 1887.
Poeta, romancista, compositora, folclorista e professora primária, Maria Firmina dos Reis lecionou Primeiras Letras de 1847 a 1881, alcançando o título de mestra régia na localidade de Maçaricó, em 1880. Nascida no Maranhão em 1825, era filha de uma mulher negra e de um homem de ascendência indígena. Em algumas de suas obras, utilizou o pseudônimo “Uma Maranhense” (M.F.R.).
Publicado em meio à campanha abolicionista, poucos meses antes da promulgação da Lei Áurea, o conto aborda o sistema de escravidão no Brasil e as condições degradantes às quais eram submetidas as pessoas negras escravizadas, com ênfase na situação específica da mulher negra.

## Enredo
A história tem início em um salão literário frequentado por pessoas da elite social, que conversam sobre diversos temas até chegarem à questão da escravidão. As opiniões divergentes sobre o assunto são, em geral, tratadas com tolerância, até que uma das presentes, identificada apenas como "uma senhora", decide expor sua posição contrária à escravidão.
Ela relata o encontro que teve com Joana, uma mulher escravizada fugitiva, e com Gabriel, seu filho. A partir desse ponto, Joana torna-se a segunda narradora da trama, contando sua trajetória marcada por dores e perdas — em especial, a separação forçada de seus filhos, arrancados por senhores de escravos.
A narrativa se desenvolve a partir desse encontro, entrelaçando a história de vida de Joana com o processo de alforria de Gabriel. Alternando entre a compaixão pelas vítimas e a denúncia do sistema escravagista, o conto constrói uma crítica social contundente à ordem que legitima a escravidão. 

### Estratégia narrativa
O conto articula três camadas narrativas: o salão da elite, onde se debate a escravidão; o relato de uma senhora branca que acolhe Joana; e o depoimento da própria Joana. O uso de uma narradora branca pode ter sido uma estratégia para legitimar a denúncia em uma sociedade marcada pelo racismo, tornando a mensagem mais aceitável ao público leitor branco da época.
Ainda assim, é Joana quem assume a palavra e retoma o controle de sua própria história — um gesto de resistência que antecipa debates contemporâneos sobre lugar de fala e escrita de si.

## Contexto
Redigido em meio ao auge da campanha abolicionista, A Escrava é um conto de cunho combativo que traz a perspectiva do oprimido e expressa indignação contra a elite da época. A escravidão é apresentada como um entrave ao progresso nacional, enquanto a liberdade é defendida como um direito de todos os seres humanos, independentemente de cor, religião ou raça.
Sua publicação em 1887, poucos meses antes da promulgação da Lei Áurea, insere Maria Firmina dos Reis no centro do movimento abolicionista brasileiro. Reconhecida como a primeira romancista negra do país, Firmina utilizou a literatura como forma de denúncia contra o sistema escravagista, antecipando discussões sobre interseccionalidade — ou seja, a maneira como raça, gênero e classe social se entrelaçam na produção de desigualdades.
Para a escritora Conceição Evaristo, a escrita de Firmina se aproxima do conceito de escrevivência, pois nasce da experiência concreta de uma mulher negra no século XIX, transformando a palavra em instrumento de resistência política.
Além de A Escrava, Firmina publicou Úrsula (1859), considerado o primeiro romance abolicionista escrito por uma mulher em língua portuguesa e possivelmente o primeiro publicado por uma mulher negra na América Latina.

### Análise crítica
O conto rompe com os paradigmas da literatura brasileira do século XIX ao recusar estereótipos como o da “mãe preta” submissa ou da “mulata” hiperssexualizada — estigmas discutidos por Lélia Gonzalez.
A protagonista Joana, mulher negra escravizada, tem sua maternidade instrumentalizada, e seus filhos são vendidos — uma realidade que revela múltiplas violências: física, sexual e simbólica. Maria Firmina dá voz à personagem, que narra sua própria história mesmo à beira da morte. Esse gesto subverte o silenciamento histórico da população negra e explicita o caráter político da literatura: a dor de Joana denuncia o sistema escravista e reumaniza quem foi historicamente tratado como mercadoria. Críticos e estudiosos reconhecem nesse recurso um gesto pioneiro de empatia com o sujeito negro, ainda raro na literatura do período. Firmina combina elementos do romantismo com uma denúncia contundente da violência colonial.

## Personagens e interseccionalidade
A personagem Joana representa as mulheres negras escravizadas cujas experiências foram atravessadas por múltiplas formas de opressão interseccionais — de raça, gênero e classe social. Seu testemunho revela como a maternidade negra foi violada pelo mercado escravista e denuncia o racismo estrutural que define seu lugar social.
A reação da senhora branca diante de Joana e seu filho Gabriel revela ambivalências raciais: há empatia, mas também paternalismo e medo. Essa dinâmica evidencia as hierarquias consolidadas pelo sistema escravista, como analisa bell hooks ao tratar da sexualização e exploração de mulheres negras.

### Recepção crítica e legado
A Escrava é reconhecida como uma obra pioneira da literatura afro-brasileira e referência fundamental para o feminismo negro. Sua força política inspira escritoras contemporâneas, como Conceição Evaristo, que identifica em Firmina um exemplo de escrevivência — uma escrita que emerge da dor, mas também da resistência.
A obra contribui para resgatar memórias coletivas, denunciar violências apagadas pela historiografia e afirmar a subjetividade negra. Maria Firmina enfrentou censura e racismo estrutural ao publicar sob pseudônimo, mas consolidou-se como figura central na luta por representatividade e justiça social na literatura brasileira.